# Denis Szabo
Pour les articles homonymes, voir Szabo.
Denis Szabo, souvent qualifié de père de la criminologie au Québec, est un criminologue québécois né à Budapest le 4 juin 1929 et mort le 13 octobre 2018 à Magog au Québec. Il a fait ses études à l'Université de Louvain et à l'Université de Paris. Il a été président de la Société internationale de criminologie, consultant de l'Organisation des Nations unies (ONU), de l'UNESCO, du Conseil de l'Europe, etc.
Il est le fondateur en 1960 de l'École de criminologie, dépendant de la Faculté des arts et des sciences de l'Université de Montréal, qu'il dirige durant dix ans.
En 1968, il crée Criminologie, une revue semestrielle à destination des scientifiques et des professionnels de la justice pénale, publiée aux Presses de l'Université de Montréal.
1929 – 1945. Forte tête et esprit encyclopédique. Denis Szabo est né à Budapest en 1929 d’une mère vive, entourée d’amis et d’un père officier de gendarmerie tolérant, libéral, grand lecteur, de vaste culture. Denis puise tôt dans les très nombreux livres de son père. Et il devient vite, dit-il, un rat de bibliothèque. De 10 ans à 16 ans, il est interne dans une école de cadets qui recevait les enfants des officiers de l’armée et de la gendarmerie hongroise. La discipline y était militaire et tatillonne : tout ce qui n’était pas expressément autorisé était interdit, raconte-t-il. Il se révéla joyeux drille, bavard, remuant, blagueur, provocateur, impertinent, insoumis. Un profil pas vraiment du goût des enseignants: « J’étais un des plus punis de la classe.» (Fournier 1998 : 16)
Quand éclate la Deuxième Guerre mondiale, le gouvernement hongrois, en position de faiblesse, n’a d’autre choix que de se rallier aux Allemands, donc de se soumettre à Hitler. Et nombreux sont les Hongrois devenus nazis qui participeront à l’extermination de leurs compatriotes juifs. Puis, à partir des dernières années de la guerre, la Hongrie devient un champ de bataille. Budapest subit des destructions massives. La maison familiale des Szabo est incendiée. Encore à l’école militaire, Denis suit les événements en ayant soif de comprendre. Alors que la Hongrie était encore nazie, il écrit ceci dans le petit journal de l’école : «cette guerre n’est pas notre guerre.» Il entendait par là que les Hongrois avaient fait une grave erreur en se ralliant à l’Allemagne nazie. Cet article lui attire une vive remontrance. On l’accuse d’être défaitiste, ce qui était, dans ce milieu, une grave accusation. Ainsi, dès 16 ans, il s’affirme comme un esprit indépendant, rebelle, lucide et ayant son franc-parler.
1946 – 1949. Il fuit le totalitarisme. Après l’école militaire, c’est le retour à Budapest, ville dévastée. Denis Szabo se retrouve à l’université. Il suivra des cours de sociologie avec le professeur Szalai, social-démocrate qu’il admire et qui sera bientôt emprisonné des années durant. Il assiste à la prise du pouvoir par les communistes qui entreprennent d’éliminer méthodiquement de l’université les étudiants qui n’étaient pas d’origine prolétarienne. Denis Szabo dira 50 ans plus tard à Marcel Fournier : «Durant la guerre, les nazis hongrois ont exterminé la moitié des juifs et, après la guerre, des socialistes hongrois devenus communistes ont supprimé ceux qui ne pensaient pas comme eux. » C’est ainsi qu’il apprend à détester tous les totalitarismes : « J’ai été vacciné très jeune, et à jamais, contre le volontarisme prométhéen. Il avait été d’inspiration nationale ethnique avant 1945 et sera marxiste-socialiste-communiste après. » (Fournier 1998 p. 42). 
Voyant les communistes arrêter et incarcérer les « ennemis du peuple », l’étudiant Szabo en tire vite la conclusion : bientôt ce sera mon tour. Il avait compris qu’un jeune homme comme lui indiscipliné, indépendant et incapable de cacher son aversion pour le marxisme-léninisme ne ferait pas vieux os en Hongrie. En février 1949, avec deux de ses amis, il prend le train en direction de l’Autriche. De là, ils prennent un autobus. Ils sont chanceux : les gardes-frontières russes négligent de les contrôler. Ils entrent bientôt dans la zone américaine près de Vienne. Ils obtiennent des visas. Et peu après ils se retrouvent à Louvain.
1949 – 1957. Le sociologue. Vivant d’abord grâce à la charité d’un monastère bénédictin puis de petits métiers, le jeune Szabo s’inscrit à l’Université catholique de Louvain. Sa préférence va à la sociologie. Il suit les cours du chanoine Leclerc. Ce grand spécialiste du droit naturel et auteur d’une introduction à la sociologie aimait dire : « Le sociologue est l’esclave des faits. » Denis n’oubliera jamais cette formule. Toujours grand lecteur, il dévore les ouvrages de Pareto, Weber, Durkheim. Il s’impose de lire la collection complète de «l’American Journal of Sociology». Par ailleurs, comme bien d’autres, il est attiré par la France et fait la navette entre Paris et Louvain. Il va rencontrer quelques-uns des meilleurs sociologues français. Mais il trouve incompréhensible que des sociologues intelligents soient aveuglés par l’idéologie au point de devenir compagnons de route des staliniens.
En 1956, il se marie avec Sylvie Grotard, une étudiante de l’Université libre (et anticléricale) de Bruxelles. Elle deviendra psychologue et ils auront deux enfants : Catherine et Marianne. La même année, il soutient sa thèse de doctorat à Louvain sur les rapports entre l’urbanisation et la criminalité.
1958 – 1961. La création du département de criminologie. Pendant ses années studieuses à Louvain, Denis se lié d’amitié avec l’abbé Norbert Lacoste, le fondateur du département de sociologie de l’Université de Montréal. À Noël 1958, l’abbé Lacoste de retour à Montréal, envoie un télégramme à son ami Denis lui souhaitant ses meilleurs vœux et ajoute : « Il y a un poste pour toi ici et tu pourrais y enseigner la sociologie criminelle». Répondant à l’appel, Denis Szabo quitte la vieille Europe et, en septembre 1958, il donne ses premiers cours : histoire de la sociologie et criminologie.
Depuis un moment déjà, à l’Université de Montréal, il ne faisait plus noir, notamment en sciences humaines. Un institut de psychologie fut créé en 1940 par le père Noël Mailloux, un dominicain très au fait des courants modernes de la psychologie. Un département de science politique venait d’ouvrir ses portes et, en 1960, c’était au tour de l’anthropologie. Les sciences humaines avaient le vent dans les voiles, un vent favorable dont la criminologie pourrait profiter, ce qui n’échappa pas à la perspicacité de Denis Szabo. Il décide d’en profiter pour lancer un projet de département de criminologie multidisciplinaire. Une idée qui recevra un accueil favorable de la part des uns et mitigé de la part des autres. Mais jamais d’opposition farouche : c’était jouable. 
Si l’obscurantisme des catholiques dogmatiques subsistait ailleurs, ce n’était pas le cas à l’Université de Montréal. Et paradoxalement, les lumières d’une approche scientifique de l’homme venaient du clergé : le père Mailloux, l’abbé Lacoste, le père G.-H. Lévesque et d’autres. Les résistances au projet d’un enseignement de criminologie venaient d’abord de certains juristes, comme l’un d’eux qui objectait : À quoi pourrait bien servir votre criminologie ? Car le crime n’est rien d’autre qu’une catégorie juridique, et en la matière, c’est le droit qui décide de tout.
Il avait besoin de la neutralité bienveillante de Noël Mailloux, car ce dominicain était influent au sein de l’université. Il alla le voir à plusieurs reprises pour lui parler de son projet et lui demander conseil. Le bon père l’écoutait avec un mélange de sympathie et de scepticisme. Un jour il lui parla en ces termes : Nous offrons déjà à l’Institut de psychologie des cours sur la délinquance qui suffisent amplement à la demande. Cher Professeur Szabo, dites-moi : qu’est-ce que votre criminologie pourrait nous apprendre de plus ? La réponse ne tarda pas à venir de la bouche de ce sociologue qui n’avait pas la langue dans sa poche : « La criminologie étudie les causes de la délinquance en combinant plusieurs regards : sociologique, biologique, psychologique, psychiatrique, juridique. Elle comporte des chapitres consacrés à la pénologie – fort utile pour comprendre le système correctionnel – à la resocialisation, au système de justice, à la police, à la prévention, aux politiques criminelles. » Mais, demandait Mailloux, la criminologie n’est-elle pas une science nouvelle, sans acquis, une coquille vide? » «Détrompez-vous, Père Mailloux, répondait Szabo, la criminologie vient d’avoir deux siècles d’existence, car nous pouvons la faire remonter à Beccaria (1764) ; à celui-ci succédèrent les positivistes italiens qui n’étaient pas tous des imbéciles; et puis apparut le grand sociologue Durkheim, très intéressé par la déviance et l’évolution pénale, et n’oublions pas d’école sociologique de Chicago qui donna une grande impulsion à  l’étude de la criminalité dans les villes. 
Subsistait cependant une grosse inquiétude : un département de criminologie aurait-il des étudiants en nombre suffisant ? La réponse des faits fut sans ambiguïté. En 1959, Denis Szabo propose au doyen de la Faculté d’éducation permanente de l’Université de Montréal d’offrir un cours du soir aux adultes sur la criminologie. Réponse du doyen: pourquoi pas? Le jour J, vers sept heures du soir, Szabo arrive pour donner cours et constate que la salle prévue était tellement pleine qu’il fallut, en catastrophe, en trouver une plus logeable. Se pressaient parmi ses auditeurs, des policiers «des armoires à glace», des bonnes sœurs, éducatrices, avocats, des curieux. Depuis ce jour – jusqu’à maintenant – les salles de cours sur la criminologie de la Faculté d’éducation permanente ne désemplissent pas. Ce premier succès encouragea Szabo à démarcher les milieux de pratique, rencontrant des directeurs de prison, des libérations conditionnelles et de police. Il y trouva la confirmation de ses intuitions : le désir de criminologie était palpable.
Devant ces faits et ces arguments, le conseil de la Faculté des sciences sociales accepta le projet en 1960 et, dès 1961, un département de criminologie autonome vit le jour. Il offrait alors une maîtrise. Il est à noter que ce département était alors unique en Amérique du Nord, car aux États-Unis, la criminologie ne se développait qu’au sein des unités de sociologie des universités. À Montréal, cette émancipation de la criminologie découlait logiquement de la revendication multidisciplinaire à laquelle Szabo tenait : il répétait sans cesse que le phénomène criminel est susceptible de plusieurs points de vue. De plus, il concevait une criminologie pratique : à ses yeux les futurs criminologues auraient pour mission d’aller sur le terrain et de mettre la main à la pâte partout où les problèmes criminels se posaient. Et comme il ne concevait pas la criminologie sans recherche empirique, il lança, avec ses collègues, plusieurs chantiers de recherche : sur la délinquance juvénile, les pénitenciers, la prédiction de la récidive, la personnalité criminelle... La méthodologie de ces recherches incluait des observations sur le terrain, une collecte de données et une analyse statistique. Car Szabo se méfiait des approches uniquement qualitatives trop sujettes aux lectures idéologiques.
Dès 1960, Denis Szabo, qui battait toujours le fer quand il était chaud, créa la Société de criminologie du Québec. Celle-ci rassemblait des professionnels intéressés par la question criminelle : avocat, juges, travailleurs sociaux, éducateurs, psychologues, policiers, directeurs de services correctionnels, sans oublier ses propres étudiants, pour leur offrir l’occasion de rencontrer de futurs employeurs.
Son rôle dans les commissions d’enquête. Pendant les années suivantes, tout en assumant ses fonctions de professeur et de directeur du département de criminologie, Denis Szabo se voit offrir ce qu’il appela une « chance historique de moderniser la justice criminelle ». Quand une commission d’enquête ciblant sur l’un ou l’autre problème criminel était instituée, son président lui demandait de diriger les recherches nécessaires à la bonne connaissance de la situation. J’étais dit-il devenu un « Père Joseph » (un père capucin dont on disait qu’il était l’éminence grise du  cardinal Richelieu): le conseiller scientifique de l’ombre qui avait la compétence pour connaître empiriquement les problèmes et en déduire des recommandations. Ce que de purs juristes se sentaient incapables de faire. C’est ainsi que Denis Szabo fut influent dans les recommandations de la Commission d’enquête sur l’administration de la justice en matière criminelle et pénale au Québec (Commission Prévost 1967) et du rapport du Comité canadien de la réforme pénale et correctionnelle (Rapport Ouimet 1969). Plus tard, et à sa suite, des criminologues furent recrutés comme directeurs de recherche d’un bon nombre de commissions d’enquête. On en avait besoin pour analyser rigoureusement le problème criminel en cause et pour leurs connaissances sur les principes de la politique criminelle.
1969. Fondation du Centre international de criminologie comparée. Après avoir cédé la direction de l’École de criminologie à André Normandeau (qui devait diriger l’École de 1969 à 1979), Denis Szabo fonde le CICC en partenariat avec la Société Internationale de Criminologie. Ses objectifs étaient d’intensifier l’activité de recherches et de mettre en réseau les criminologues d’ici avec les meilleurs criminologues d’ailleurs. Le CICC devenait la porte ouverte sur le monde. Avec son bras droit Alice Parizeau, il organise de très nombreux colloques et séminaires internationaux et lance une série de recherches. Aujourd’hui, le Centre rassemble 58 chercheurs réguliers.  
Cette même année 1969, Szabo crée la revue « Acta Criminologica » qui prendra plus tard le nom de la revue « Criminologie ». En 1971, il est à la tête de l’équipe ivoirienne qui met sur pieds l’Institut de criminologie d’Abidjan. Cette institution est devenue aujourd’hui une très importante « UFR criminologie » de l’Université Houphouët-Boigny, comptant une trentaine de professeurs et plus de 1000 étudiants. 
1974. L’occupation du Centre international de criminologie. C’est la crise. À cette époque, Denis Szabo acceptait sans rechigner d’accorder des entrevues aux journalistes. Ce qu’il fit ce jour de 1974. Parlant à bâtons rompus, il dit à peu près ceci : L’on peut s’attendre au pire quand un système de justice tombe panne dans un pays. Voyez au Brésil. La lamentable sous-administration de la justice assure l’impunité aux pires criminels et par conséquent, certaines victimes ou leurs familles sont prêtes à tout pour que justice soit rendue, y compris à payer des escadrons de la mort. (Ce propos n’était pas dit aussi clairement : Szabo parlait d’abondance, de manière imagée et désordonnée et ne se faisait pas toujours bien comprendre). Le journaliste reformula ce discours à sa façon, avec ce résultat : Szabo prétend que les Brésiliens ont trouvé une méthode pas mal pour contrôler la criminalité : les escadrons de la mort. D’aucuns qui avaient déjà un préjugé contre lui s’indignèrent : la tête de Szabo doit tomber! D’autant qu’à la même période, le CICC se rendait «coupable» d’organiser un colloque sur la police (non pour la dénoncer, mais pour l’étudier). Certains prétendirent que Denis Szabo était un agent infiltré par la CIA. D’autres soutenaient qu’il se prostituait avec la police. À cette époque la détestation de la police était à son comble parmi les criminologues abolitionnistes qui se réclamaient de Foucault et de  Hulsman (coauteur de Peines perdues). Leur thèse postulait que le crime ne serait rien d’autre qu’une construction sociale arbitraire : une vision de l’esprit des législateurs de la terre (qui se seraient tous entendus pour criminaliser le vol et l’homicide). Et la vraie fonction de la police ne serait rien d’autre que de servir les pouvoirs en place. L’indignation contre les propos de Szabo combinée à ce sophisme pousse alors un groupe d’étudiants à passer à l’action. On occupe les locaux du CICC. Du côté du directeur du CICC, cette invasion lui  rappelait le mauvais souvenir des staliniens qui, dans les années 1950, en Hongrie, faisaient la chasse aux soi-disant ennemis du peuple. Au bout de quelques jours, les autorités de l’université demandaient à la police d’expulser les occupants que Szabo qualifiait de « bolcheviques ».
Institutionnaliser et démocratiser. Denis Szabo aimait dire qu’il ne suffit pas de diffuser une bonne idée, encore faut-il l’institutionnaliser : la faire reconnaître officiellement et l’installer dans la durée. Ce qu’il fit de plusieurs manières. 1/ Il créa des institutions là où elles n’existaient pas et où le besoin s’en faisait sentir par une stratégie de persuasion, de négociation et d’alliances judicieuses. C’est ainsi qu’il fonda l’École de criminologie, la Société de criminologie du Québec, le CICC et l’Association internationale des criminologues de langue française. 2/ Il améliora des institutions en y faisant recruter des professionnels bien formés, d’abord à titre de stagiaires et ensuite, de permanents. Ce fut le cas de plusieurs services correctionnels et de services policiers du Canada. 3/  Il dirigea des institutions existantes, comme la Société internationale de criminologie et la Revue internationale de criminologie et de police technique et scientifique (de 1975 à 2006). 4/ Il contribua à corriger les dysfonctionnements de certaines institutions, notamment, le système de justice du Québec par son influence au sein de commissions d’enquête. 5/ Il joua un rôle dans la dépolitisation d’institutions aux ordres. C’est ainsi qu’en 1989, année de la libération de la Hongrie du joug soviétique, un ministre de la nouvelle république demanda à Denis Szabo de participer à la réforme de ses services de police. Denis Szabo répondit : présent ! Il entreprit de faire le tour des commissariats de la police hongroise répétant aux commissaires qu’il comprenait bien que dans un régime à parti unique – et staliniens de surcroît – la police ne puisse faire autrement que d’être aux ordres du pouvoir. Mais maintenant que la Hongrie se démocratisait, cette soumission était devenue contre-indiquée. Leur mission était désormais de faire respecter la loi et de faire régner la sécurité et la justice, impartialement et indépendamment des pouvoirs en place. 
Le bilan 50 ans après l’acte de naissance de la criminologie québécoise
Denis Szabo eut une très nombreuse descendance : étudiants, professeurs, chercheurs, praticiens. Parmi eux plusieurs ont suivi son exemple, ouvrant de nouveaux chantiers. Et la criminologie québécoise s’est élargie, notamment, avec l’ajout de la sécurité intérieure et de la cybersécurité. L’École de criminologie de l’Université de Montréal compte 28 professeurs et 1070 étudiants inscrits en 2018. Fenchel (2017) estime à 5000 le nombre de ses diplômés depuis ses débuts. Et la majorité de ces diplômés ont trouvé du travail dans les services correctionnels, dans les services policiers, les centres de jeunesse, la sécurité publique et la sécurité privée. Du côté de la Faculté d’éducation permanente, les chiffres des nombres d’étudiants inscrits en 2018 à au moins un cours dans les quatre certificats associés à la criminologie donnent le vertige : certificat de Criminologie : 809 inscrits ; Victimologie : 379, Gestion de la police et de la sécurité : 128 et Enquête : 173. À l’École de criminologie, quatre options sont offertes en maîtrise en criminologie de Montréal : clinique, analyse, sécurité intérieure, criminalistique (en collaboration avec l’université de Lausanne). La criminologie québécoise n’a cessé de grandir et elle a un bel avenir devant elle. [i]
[i] Sources  et références :
Cusson, M. (2018) "Qui était Denis Szabo, ce Hongrois fondateur de la criminologie québécoise ?". Texte écrit à l'occasion du décès de M. Szabo
La source la plus complète sur la vie et la carrière de Denis Szabo se trouve dans: 
Fournier, M. 1998. Entretiens avec Denis Szabo. Montréal : Éditions  Liber. 
Voir aussi : Fenchel, F. 2010. Engendrer une pensée criminologique. Entretien avec Denis Szabo. Criminologie, 43 (2) : 11 – 29. 
Fenchel, F. 2017. Denis Szabo : The Founder of Criminology in Québec. In Winterdyk, J. Pioneers in Canadian Criminology. Oakville. Rock’s Mills Press.
Ses œuvres les plus importantes : 
Szabo, D. 1960. Crimes et villes : Étude de statistique comparée de la criminalité urbaine et rurale en France et en Belgique. Paris : Cujas. 
Szabo, D. 1965. Criminologie. Montréal : Presses  de l'Université de Montréal. 
Szabo, D. 1978. Criminologie et politique criminelle. Paris et Montréal : Vrin et P U M. 
Szabo, D. et Le Blanc M. dir. 1985. Criminologie empirique : le phénomène criminel et la justice pénale au Québec. Montréal. Presses de l'Université de Montréal.
Szabo, D. 1986. Science et crime. Paris et Montréal : Vrin et Bellarmin. 
Szabo, D. et Le Blanc M. dir. 1994. Traité de criminologie empirique. Montréal. Presses de l'Université de Montréal. Réédition en 2010.

## Distinctions
- 1973 - Membre de la Société royale du Canada
- 1975 - Membre de l'Académie des sciences de Hongrie
- 1985 - Officier de l'Ordre du Canada
- 1998 - Officier de l'Ordre national du Québec
- Docteur honoris causa, Université de Sienne
- Docteur honoris causa, Université de Budapest,
- Docteur honoris causa, Université d'Aix-Marseille
- Docteur honoris causa, Université Pantios d'Athènes

- Commandeur de l'Ordre national du mérite de Hongrie
- Commandeur de l'Ordre national de la République de la Côte d'Ivoire